# اصلاح‌گری دینی در اسلام
اصلاح‌گری دینی یا احیاگری دینی به فرایندی گفته می‌شود که افرادی دین‌باور در درون دین با ارائه نظریه یا اقدامی عملی برای زدودن خرافه، زنده نمودن و برجسته نمودن کتاب مقدس و برگشت به اصل عقاید پیام آوران دین، همت می‌نمایند. از ویژگی عمده آن می‌توان به پیراستن عقیده مسلمانان از خرافات و بدعت‌ها و بازگشت به اسلام اصیل و اصول اولیه و هماهنگ‌کردن تعالیم و رهنمودهای دینی با عقل و مقتضیات زمان اشاره نمود.

## تعریف
این فرایند طیف وسیعی را پوشش می‌دهد که خود دارای تعریف‌های مختلفی است. مهم‌ترین آن‌ها «احیاگری دین»، اصلاح دینی، نواندیشی اسلامی یا روشنفکری دینی است که مشخصه همه این تعاریف به اصلاح و احیای دین اولیه و مبارزه با بدعت‌ها و خرافات و تحریف‌های وارد شده در دین می‌باشد.
روشنفکری دینی نیز می‌تواند در داخل اصلاح‌گری دینی قرار گیرد هرچند ممکن است آنان از منابع خارج دین برای تبیین مبانی استفاده کنند ولی در جایی که هردو در جهت نگرشی نو به دین و مقولات آن هستند نتایج یکسانی در عملکرد آنان وجود دارند.
شاید بتوان احیاگری دینی را چالشی درون دینی، خالص، و گذشته نگر دانست در حالیکه اصلاح‌گر گاه دیدی بیرونی و آینده نگر به مسائل فرهنگی و دینی روزمره دارد.
گروه‌های دیگری مثل اهل‌القرآن و منکرالحدیث نیز جزء اصلاح‌گران دینی طبقه‌بندی می‌شوند.

## تاریخچه
باتوجه به تعاریف احیاگری، از سخنان امام اول شیعیان علی شاید بتوان نتیجه گرفت که وی اولین مصلح دینی در اسلام بوده‌است. معتزله و همین‌طور ابوحنیفه از اصلاح‌گران دینی بودند که از کاربرد عقلانیت در استنباط مبانی دینی دفاع می‌کردند. محمد غزالی به اصلاح‌گری فکری و عقیدتی اهتمام داشته و در پی اصلاح مبانی فراموش شده دینی بود. از طرف دیگر، جنبش‌های اصلاح‌گری اجتماعی، مانند قیام علویان و شعوبیه که علیه خلفای اسلامی قیام کرده و خواهان اجرای دستورهای قرآنی بودند، به دنبال تشکیل حکومت دینی بودند. از افراد تأثیرگذار دیگر می‌توان به ابن تیمیه در قرن هفتم و عبدالوهاب در قرن دوازده اشاره نمود.
میرزا فتحعلی آخوندزاده در کتاب مکتوبات خود حسن بزرگ امید را به عنوان یکی از پیشروان اصلاحات دینی معرفی می‌کند و معتقد است قرن‌ها پیش از آنکه پروتستانتیسم در اروپا اتفاق بیفتد، وی پروتستانتیسم اسلامی را بنیان نهاد
پس از چند قرن رکود، از حدود نیمه دوم قرن سیزدهم و چهاردهم هم‌زمان با تغیرات دنیای مدرن در اروپا، جنبش‌های اصلاحی در جهان اسلام تشدید شده‌است. این جنبش‌ها که تا حدی عکس‌العمل هجوم استعمار سیاسی و اقتصادی و فرهنگی غرب بود، نوعی بیدارسازی در جهان اسلام را نوید می‌داد. این جنبش‌ها در ایران و مصر و سوریه و لبنان و شمال آفریقا و ترکیه و افغانستان و هندوستان فعال بودند. از افراد کلیدی این دوران می‌توان به اقبال لاهوری، سید جمال‌الدین اسدآبادی و محمد عبده اشاره کرد.

## اهداف
اهداف کلی اصلاح‌گری دینی در دو بُعد احیای دین و اصلاح اجتماعی دینداران تعریف می‌گردد. در بعد احیاء دین کوشش آن برگشت به قرآن و سلف صالح است و در بعد اصلاحی با دید خردورزی غربی متوجه تبیین و تطبیق مسائل روزمره زندگی با آموزه‌های دینی است و در این راه به زدودن خرافات و رسوبات تاریخی اضافه شده به دین می‌پردازد.

### احیای دین
احیاگری دینی یعنی زدودن غبار خرافات و بدعت و تحریف از چهره دین و عنایت به جنبه‌های مغفول و پیراستن زواید؛ بنابراین، احیاگری، دارای سابقه بوده و از پی عارضه‌ای است که نصیب دین شده‌است. احیاگر در عرصه احیاگری دینی با دو تشخیص مهم روبه‌روست: تشخیص درد و تشخیص درمان. بدین ترتیب، اساس کار احیاگری را می‌توان در «دردشناسی» و «درمانگری» خلاصه کرد. اقبال لاهوری عقیده داشت تفکر اسلامی پانصد سال است که دچار رکود شده و برای احیای آن، اجتهاد را تجویز می‌کرد. مرتضی مطهری وجود خرافات و بدعت‌ها و تحریف مفاهیم دینی را از جمله آفات جامعه اسلامی می‌دانست، از این رو پیشنهاد می‌کرد که فکر دینی ما باید اصلاح شود و اصول و مبانی مذهبی به صورت صحیح و واقعی خود به افراد تعلیم و القا شود.
اصطلاح پروتستانتیسم اسلامی که به‌طور عمده توسط علی شریعتی مترادف اصلاح‌گری بکار برده شده هم در زمان خودش و هم در مباحث متاَخر مورد نقد قرار گرفته‌است. بعضی نوشته‌ها، همانندسازی اصلاح‌گری اسلامی با اصلاحات پروتستانی را غیرقابل قیاس دانسته‌است.

### اصلاح اجتماع
اصلاح دینی یکی از راهکارهای تطبیق آموزه‌های دینی با حیات نوین اجتماعی-سیاسی است. یکی از منادیان بیداری در جهان اسلام سید جمال‌الدین اسدآبادی بود. همت او بیش از اینکه معطوف اصلاح فکر دینی باشد بر بیداری مسلمانان و بازنگری همه‌جانبه فرهنگ، اقتصاد و سیاست استوار بود. او هم دعوت نخستین اسلام را به‌خوبی شناخته بود و هم علل و عوامل انحطاط بعدی مسلمانان را کشف کرده بود. وی با وضعیت علمی، فرهنگی و اقتصادی دنیای جدید آشنا بود و از سوی دیگر، ماهیت استعماری دست‌اندازی‌های دولت‌های اروپایی را می‌دانست. از این‌رو، وی بارها تکرار کرد که اگر مسلمانان از سنت‌های زاییده تاریخ رها شوند و پیام حقیقی قرآن را بشنوند، قادر خواهند بود که به اتکای معجزه ایمان، آگاهی و اراده عظمت اولیه خود را تجدید کنند.

## مخالفان
مخالفان اصلاح‌گری دینی که اکثراً از روحانیان و مفتیان سنتی می‌باشند بسیاری از آنان را به تجدیدنظر طلبی و کج فهمی دینی متهم کرده و هدف آنان را تغیر اساس و بنیان دین می‌دانند. روحانیان سنتی اصلاح‌گری را پیروی از لائیسم غربی و افکار پوزیتیویستی می‌دانند.
مطهری مهم‌ترین عامل افول اندیشه اصلاح در جهان عرب را گرایش شدید مدعیان اصلاح بعد از سید جمال و عبده به سوی وهابی‌گری می‌داند.

## نتایج
درحالی که اصلاح‌گری دینی در اسلام پیوسته پایا و پویا است، بعضی از متفکرین با پیش‌فرض مترادف دانستن اصلاح‌گری اسلامی با پروتستانتیسم اسلامی نتیجه گرفته‌اند که پروتستانتیسم اسلامی نه تنها نتایج مثبتی نداده بلکه خود باعث رشد بنیادگرایی اسلامی و ظهور گروه‌های تندرو شده‌است.
این نویسندگان با تأکید بر اینکه اسلام یک دین سیاسی است درحالیکه محور پروتستانتیسم بر حوزه خصوصی دین استوار است و در نتیجه الگو قرار دادن آن صحیح نمی‌دانند.

## اصلاح‌گران
هرچند اصلاح‌گری دینی را نمی‌توان به یک گروه خاص محدود کرد و اشخاص داخل این تعریف طیف وسیعی دارند ولی عقاید کلی اکثر آن‌ها را می‌توان در رعایت موارد زیر مشخص نمود:
۱-فاصله گرفتن از مرجعیت رسمی.
۲-تأثیرپذیری از خرد ورزی به‌خصوص بعد از دوران مشروطیت و نوزایی.
۳- قرآن گرائی و بی اعتنایی نسبی به احادیث.
۴- تأثیرپذیری از نگرش وهابی در مورد رد خرافات.
البته اتهام سنی‌گری و وهابی زدگی (اصلاح‌گران شیعی) بی‌دلیل و بیشتر از سوی کسانی که تعلق خاطر شگفتی به بعضی از شعائر شیعی داشته مطرح می‌شد.
از اشخاصی که در یکصد سال اخیر، روش زندگی آنان و آثار و نوشته‌ها و گفتارشان منطبق با تعاریف ذکر شده برای اصلاح‌گری و احیای دینی بوده، می‌توان از موارد زیر نام برد. هرچند آنان در طیف وسیعی قرار دارند ولی حداقل بنا به قرار مشهور دغدغه اصلاح درون دینی دارند:

### اهل سنت
ابوحنیفه •ابن تیمیه  • سعیدبن المسیب • حسن البنا • محمد عبده• محمد رشید رضا • علی عبدالرازق • طه حسین • محمود شلتوت • اقبال لاهوری • محمد الغزالی • فرج فوده • احمد صبحی منصور • محمد الشهرور • احمد مفتی‌زاده • ادیپ یوکسل • فضل‌الرحمن ملک • نصر حامد ابوزید• محمد عابد جابری • محمود محمد طه

### شیعه
سید محمود طالقانی • سید جمال‌الدین اسدآبادی • محمد صادقی تهرانی • محمد خالصی‌زاده • سید اسدالله خرقانی • محمدحسن شریعت سنگلجی • سید ابوالفضل برقعی قمی • حیدرعلی قلمداران • محمدجواد غروی • جعفر شعار • سید مصطفی حسینی طباطبایی • نعمت‌الله صالحی نجف‌آبادی • سید محمد طباطبایی • یحیی دولت‌آبادی • ابراهیم زنجانی • میرزا ابراهیم تبریزی • محمدحسین نائینی • هادی نجم‌آبادی • علی‌اکبر حکمی‌زاده • ابوالحسن فروغی • مهدی بازرگان   • یدالله سحابی • مهدی حائری یزدی • علی شریعتی • سید موسی صدر • سید محمد بهشتی • علی گلزاده غفوری • سید محسن امین • مرتضی مطهری • حسینعلی منتظری • یوسف صانعی • کمال حیدری • محمدرضا نکونام• احمد قابل • ابراهیم یزدی •  • عبدالکریم سروش • محمد مجتهد شبستری • عبدالعلی بازرگان • حسن یوسفی اشکوری • محسن کدیور • محمدعلی ایازی • عبدالرحیم سلیمانی اردستانی • احمد عابدینی • عمادالدین باقی • مصطفی ملکیان • حمید انتظام • سروش دباغ • آرش نراقی • احمد القبانجی •ابوالقاسم فنائی • علی‌اصغر غروی • لطف‌الله میثمی • مصطفی محقق داماد •محمد رضا حکیمی